# Enrique de Aragón y Pimentel

Escudo de Enrique de Aragón y Pimentel

Enrique de Aragón y Pimentel, conocido como el Infante Fortuna (Calatayud, 25 de julio de 1445-Castellón de Ampurias, 1522), conde de Ampurias (1458-1522) y señor de Segorbe (1458-1469), más tarde duque de Segorbe (1469-1489) y lugarteniente de Cataluña entre 1479 y 1493.
Enrique fue hijo póstumo del infante Enrique de Aragón y su segunda esposa, Beatriz Pimentel, hija del Rodrigo Alonso Pimentel, II conde de Benavente y de Leonor Enríquez, hija de Alfonso Enríquez.

## Cargos y títulos nobiliarios
A la muerte de su padre en 1445, su tío, el rey Alfonso V de Aragón, actuó como regente del condado de Ampurias con tal poder, que Enrique no pudo acceder al control del mismo hasta la muerte del monarca en 1458. En 1469, el condado de Segorbe fue ascendido a la categoría de ducado y en 1489, Enrique lo cedió a su hijo Alfonso.
Cuando su primo Fernando II de Aragón fue proclamado rey, Enrique fue nombrado lugarteniente de Cataluña y, a diferencia de como había sucedido hasta aquel entonces, el cargo fue institucionalizado, dejando de ser un cargo para cuando el monarca abandonaba el Principado de Cataluña y pasando a ser un cargo permanente, con independencia de la localización del monarca.

## Nupcias y descendencia
Sobre el año 1488 contrajo matrimonio con Guiomar de Portugal, hija de Alfonso de Braganza y hermana de Fadrique de Portugal, asesor de Carlos I de España y futuro virrey de Cataluña. El matrimonio tuvo tres hijos:
- Juan de Aragón (1488-1490).
- Alfonso de Aragón y Portugal (1489-1562), conde de Ampurias y duque de Segorbe.
- Isabel de Aragón (1491-?), casada en 1513 con Íñigo López de Mendoza y Pimentel, duque del Infantado.

Murió en Castellón de Ampurias el 2 de julio de 1522 y fue enterrado en el Monasterio de Poblet.